# Episodi di Numb3rs (quarta stagione)
La quarta stagione della serie televisiva Numb3rs, composta da 18 episodi, è andata in onda negli Stati Uniti d'America dal 28 settembre 2007 al 16 maggio 2008, trasmessa dal canale CBS.
In Italia è stata trasmessa in prima visione assoluta su Rai 2 dal 1º marzo 2009 al 30 maggio 2010.
| nº | Titolo originale    | Titolo italiano         | Prima TV USA      | Prima TV Italia |
| -- | ------------------- | ----------------------- | ----------------- | --------------- |
| 1  | Trust Metric        | La stanza degli specchi | 28 settembre 2007 | 1º marzo 2009   |
| 2  | Hollywood Homicide  | Il ricatto              | 5 ottobre 2007    | 8 marzo 2009    |
| 3  | Velocity            | Guida spericolata       | 12 ottobre 2007   | 15 marzo 2009   |
| 4  | Thirteen            | Tredici                 | 19 ottobre 2007   | 22 marzo 2009   |
| 5  | Robin Hood          | Robin Hood              | 26 ottobre 2007   | 29 marzo 2009   |
| 6  | In Security         | Protezione testimoni    | 2 novembre 2007   | 29 marzo 2009   |
| 7  | Primacy             | Chiave primaria         | 9 novembre 2007   | 5 aprile 2009   |
| 8  | Tabu                | Tabù                    | 16 novembre 2007  | 5 aprile 2009   |
| 9  | Graphic             | Ultraworld              | 23 novembre 2007  | 19 aprile 2009  |
| 10 | Chinese Box         | La stanza cinese        | 14 dicembre 2007  | 19 aprile 2009  |
| 11 | Breaking Point      | Fari nella notte        | 11 gennaio 2008   | 26 aprile 2009  |
| 12 | Power               | Potere                  | 18 gennaio 2008   | 26 aprile 2009  |
| 13 | Black Swan          | Il cigno nero           | 4 aprile 2008     | 3 maggio 2009   |
| 14 | Checkmate           | Scacco matto            | 11 aprile 2008    | 10 maggio 2009  |
| 15 | End Game            | La guerra sporca        | 25 aprile 2008    | 17 maggio 2009  |
| 16 | Atomic No. 33       | La setta                | 2 maggio 2008     | 24 maggio 2009  |
| 17 | Pay to Play         | Ultimo rap              | 9 maggio 2008     | 31 maggio 2009  |
| 18 | When Worlds Collide | Angeli e diavoli        | 16 maggio 2008    | 30 maggio 2010  |

## La stanza degli specchi
- Titolo originale: Trust Metric
- Diretto da: Tony Scott
- Scritto da: Ken Sanzel

### Trama
La storia riprende dall'arresto di Colby, Larry si è ritirato in meditazione, Charlie ha ripreso a vedersi con Amita e ad insegnare, e Don cerca risposte su Colby. Durante il trasferimento Colby evade con Carter, e dopo un po' chiama Don dicendogli di fare il triplo gioco e che ha bisogno del suo aiuto. Nella ricerca vengono coinvolti naturalmente sia Charlie che Amita e a sorpresa arriva anche Larry. Colby continua con la copertura ma viene ben presto scoperto e torturato. Don seguendo i consigli e la teoria di Charlie riesce a trovare la nave dove si trova Colby e a salvarlo prima che la vera spia lo uccida.
- Riferimenti matematici: Set cover problem, Metrica di fiducia (Trust metric), Euristica

## Il ricatto
- Titolo originale: Hollywood Homicide
- Diretto da: Alexander Zakrzewski
- Scritto da: Andy Dettmann

### Trama
Un nastro contenente una donna morta in una vasca da bagno in una villa di una star di Hollywood viene recapitato all'FBI e Don, con l'aiuto di Charlie, si mette al lavoro per trovare la sconosciuta; nel frattempo Colby ritorna in servizio. Si scopre infine che era il manager della star ad aver ucciso la ragazza.
- Riferimenti matematici: Teoria dei giochi, Principio di Archimede

## Guida spericolata
- Titolo originale: Velocity
- Diretto da: Fred Keller
- Scritto da: Cheryl Heuton e Nicolas Falacci

### Trama
Dopo un incidente di un'auto truccata, e rifatta con diverse parti di auto rubate, partono le indagini.
- Riferimenti matematici: Forza centripeta, momento angolare

## Tredici
- Titolo originale: Thirteen
- Diretto da: Ralph Hemecker
- Scritto da: Don McGill

### Trama
Un serial killer è convinto di essere Gesù e lascia messaggi numerici sui luoghi dei delitti.

## Robin Hood
- Titolo originale: Robin Hood
- Diretto da: J. Miller Tobin
- Scritto da: Robert Port

### Trama
Il bandito questa volta si ispira direttamente al famoso Robin Hood, il bandito che rubava ai ricchi per sfamare i poveri, e forse Robin sarebbe andato orgoglioso di questo suo plagio! Don e Charlie dovranno catturare questo buon ladrone che devolve in opere di carità l'intero bottino.

## Protezione testimoni
- Titolo originale: In Security
- Diretto da: Stephen Gyllenhaal
- Scritto da: Sean Crouch

### Trama
Don si sente responsabile per la morte di una persona che era entrata nel programma di protezione testimoni per cui aveva lavorato, ma non era l'unica ad avere dei segreti.
- Riferimenti matematici: Analisi CART

## Chiave primaria
- Titolo originale: Primacy
- Diretto da: Chris Hartwill
- Scritto da: Julie Hébert

### Trama
Viene trovato il cadavere di un uomo mentre giocava con un gioco virtuale "primacy". Anche Amita è un giocatore di primacy e nonostante Charlie sia contrario si offre come esca per attirare il killer in una trappola.

## Tabù
- Titolo originale: Tabu
- Diretto da: Alex Zakrzewski
- Scritto da: Sekou Hamilton

### Trama
Una giovane ereditiera viene rapita. Ma non è come sembra: in realtà è l'ereditiera stessa che ha organizzato il suo rapimento per vendicarsi di un padre dispotico e sostanzialmente assente. Don e Liz troncano la loro storia mentre Megan e Larry decidono di fare un viaggio a New York insieme.

## Ultraworld
- Titolo originale: Graphic
- Diretto da: John Behring
- Scritto da: Nicolas Falacci e Cheryl Heuton

### Trama
Durante una fiera di fumetti viene rubata una copia di "Ultraworld", edizione ashcan, che si credeva quella originale (anche se mai fatta autenticare dal proprietario). Durante la rapina muore un agente. Poco tempo dopo vengono messi all'asta e comprati un gran numero di falsi del fumetto. Charlie allora indaga per tentare di scoprire se e quale dei fumetti è autentico e risulta che le copie siano attribuibili tutte allo stesso falsario.
- Riferimenti matematici: Frattale, insieme di Mandelbrot

## La stanza cinese
- Titolo originale: Chinese Box
- Diretto da: John Behring
- Scritto da: Nicolas Falacci e Cheryl Heuton

### Trama
Un uomo entra nel quartier generale dell'FBI e ferisce il responsabile della sorveglianza sparandogli. L'uomo lavorava per l'FBI e inizialmente sembra in preda a manie persecutorie; crede infatti di essere spiato. David si ritrova allora chiuso nell'ascensore del dipartimento assieme a lui, come se fosse in ostaggio. Si scopre in seguito che l'agente viene veramente tenuto sotto sorveglianza.
- Riferimenti matematici: Paradosso dell'ascensore, Esperimento della scatola cinese, Teoria del caos, Test di Turing

## Fari nella notte
- Titolo originale: Breaking Point
- Diretto da: Craig Ross, Jr.
- Scritto da: Andrew Dettman

### Trama
A Los Angeles scompare una giornalista. La sua auto viene ritrovata all'interno di un parcheggio e sembra che nessuno l'abbia vista nei paraggi. Charlie, forse emozionato, sicuramente non abituato alle domande incalzanti dei giornalisti, commette un errore nel rilasciare delle dichiarazioni riguardo al caso. La sera, mentre raggiunge l'università in macchina, un furgone lo segue. Non se la sente però di comunicare niente a Don e la sera seguente ricapita la cosa. Questa volta però il furgone lo insegue e dopo averlo fermato gli occupanti tentano di ucciderlo. Intanto continuano le indagini sul caso e sulle inchieste svolte dalla giornalista. Si scopre essere una persona riservata e che documentava le sue indagini crittografandole tramite un codice numerico. Charlie non riesce però a decifrarlo perché troppo turbato mentalmente dal tentativo di ucciderlo. La giornalista si scopre che indagava su un grosso imprenditore immobiliare. In particolare egli stava cercando di ottenere il nullaosta per la costruzione di una grande area con centri commerciali, ristoranti e alberghi; per riuscire ad ottenere tali terreni intimidiva gli abitanti poveri della zona. Proprio su tali azioni si stava concentrando l'attenzione della giornalista che l'imprenditore ha fatto rapire. Charlie infine riesce a ritrovare negli appunti della giornalista i valori dei terreni e delle proprietà della zona su cui l'imprenditore intendeva costruire. Essa si era accorta dell'anomalia di tali valori, troppo bassi rispetto al loro reale valore.

## Potere
- Titolo originale: Power
- Diretto da: Julie Hébert
- Scritto da: Julie Hébert

### Trama
Una donna viene fermata da un poliziotto all'uscita di un locale dopo esser salita in macchina e aver bevuto un po'. L'agente si offre di accompagnarla a casa e una volta arrivati abusa di lei. Il fatto si ripete nella stessa settimana per un'altra donna a cui si era bloccata l'auto. Si sospetta che possa essere stato un ex vigile del fuoco ed ex poliziotto che possedeva ancora la divisa. Le indagini si spostano verso il distretto di polizia di Colina e si scopre quindi lo stupratore è affetto da una rara forma di gonorrea. Charlie riesce ad isolare due persone che presentano questa malattia, una delle quali è la moglie dello stupratore che si era macchiato altre volte di questo crimine, le cui segnalazioni da parte delle vittime erano però rimaste inascoltate.
- Riferimenti matematici: Diagramma di Eulero-Venn
- Riferimenti fisici: Bosone di Higgs

## Il cigno nero
- Titolo originale: Black Swan
- Diretto da: John Behring
- Scritto da: Ken Sanzel

### Trama
In seguito ad un blitz un laboratorio per la produzione di anfetamine viene fermato un uomo che si trovava nei paraggi e che, stranamente, possedeva un furgone con all'interno armi, nastro isolante e materiale fonoassorbente. Dapprima sembra che l'uomo avesse avuto l'intenzione di derubare il laboratorio, poi si scopre che aveva fatto parte di un'organzizzazione del Montana denominata "New America Front" ostile al governo, alle tasse e favorevole all'uso delle armi. L'FBI si apposta nei pressi del covo, a Los Angeles, in cui stanno vivendo i complici dell'uomo arrestato al fine di ottenere qualche informazione utile. Nonostante questa azione non si riesce ad ottenere nulla dalle intercettazioni e dalle tecniche messe in atto, finché Don non è portato a pensare che l'uomo avrebbe potuto essere presente vicino al laboratorio non per un furto ma per uno scambio. Infatti il laboratorio era pieno di materiale infiammabile che sarebbe potuto servire per costruire una bomba. Tale infatti risulta essere lo scopo che l'uomo arrestato quasi confessa, e il bersaglio dell'attentato, poi sventato da un astuto gioco psicologico da parte di Don, doveva essere una banca.
- Riferimenti matematici: Algoritmo di Floyd-Warshall, Diagramma di Voronoi

## Scacco matto
- Titolo originale: Checkmate
- Diretto da: Stephen Gyllenhaal
- Scritto da: Robert Port

### Trama
Due omicidi compiuti lo stesso giorno a poco tempo l'uno dall'altro. E in più un terzo sventato all'ultimo momento. Le due persone uccise dovevano prendere parte come testimoni ad un processo contro il capo di una gang cittadina. Non si riesce però a capire come la terza persona sia riuscita a scappare; si iniziano a cercare informazioni su coloro che direttamente o indirettamente avevo accesso alle informazioni sul processo in questione. Risulta che il procuratore distrettuale ha effettuato molte ricerche e ha richiesto molte informazioni riguardo ai testimoni. Si scopre inoltre che una addetta alle revisioni del sistema informatico dell'ufficio era la ex moglie della persona che era riuscita a scappare. La donna forniva infatti informazioni sulle persone coinvolte come testimoni nel processo direttamente al capo che dal carcere riusciva tramite un ragazzino a passare gli ordini all'esterno utilizzando un codice nascosto nelle mosse di varie partite a scacchi che vengono giocate. La donna viene poco dopo la scoperta trovata uccisa in una maniera evidentemente eloquente. Intanto David tenta di convincere il ragazzino affezionato al boss in carcere che si merita di più. Quando stanno per arrivare ad uccidere anche il ragazzino David riesce ad impedirlo.
- Riferimenti matematici: Temporal link analysis, Algoritmo di etichettatura multiclasse

## La guerra sporca
- Titolo originale: End Game
- Diretto da: Stephen Gyllenhaal
- Scritto da: Robert Port

### Trama
Il padre e la sorella di un reduce della guerra vengono rapiti, Don e la sua squadra scoprono, con l'aiuto di Charlie, che in realtà il gruppo vuole delle informazioni dal reduce, ora fuggito in Messico.
L'uomo alla fine si consegna permettendo a Don e agli altri di usarlo per trovare i rapitori.
Durante le indagini Don si riavvicina alla sua ex Robin.

## La setta
- Titolo originale: Atomic No. 33
- Diretto da: Leslie Libman
- Scritto da: Sean Crouch

### Trama
Al termine di una cerimonia religiosa di una setta che contesta il Governo, alcune persone si sentono male dopo aver bevuto del caffè. L'intervento di Don, che taglia la catena che chiude il cancello della proprietà della setta, permette di salvare molte persone.
Si scopre così che il caffè era stato avvelenato. Durante le indagini, con l'aiuto di Charlie si studiano i rapporti di importanza all'interno della setta stessa, arrivando così alla possibile colpevole.
Alla fine si scopre invece che la setta stessa stava per essere vittima di una truffa.
Intanto il rapporto fra Don e Robin si fa sempre più profondo.

## Ultimo rap
- Titolo originale: Pay to Play
- Diretto da: Alex Zakrzewski
- Scritto da: Steve Cohen e Andrew Dettman

## Angeli e diavoli
- Titolo originale: When Worlds Collide
- Diretto da: John Behring
- Scritto da: Nicolas Falacci e Cheryl Heuton

### Trama
Due giovani pakistani vengono rapiti e trovati morti. Essi fanno parte di un'organizzazione (FIP) che raccoglie fondi per aiutare lo sviluppo dell'agricoltura in Pakistan e in Bangladesh. La FIP è però sospettata di finanziare con il denaro ricevuto delle organizzazioni terroristiche. Un collega di Charlie, bioingegnere pakistano, viene quindi arrestato per aver inviato una ricerca secretata riguardo alla modifica dei geni delle piante per renderle più resistenti alla siccità e agli insetti; tale gesto viene però interpretato come un tentativo di inviare del materiale utile a fabbricare degli agenti patogeni. Si scopre che i due giovani assassinati avevano un legame con un'altra persona all'interno dell'organizzazione. Allora si presume che il denaro possa essere stato speso per l'acquisto di armi, ed indagando si scopre che un membro dell'organizzazione è un trafficante d'armi irlandese. Perde sempre più consistenza, allora, l'ipotesi iniziale che una cellula terroristica stesse preparando degli attentati contro edifici scolastici. Il sequestro e l'omicidio dei due giovani non viene più interpretato come il segnale di un attacco imminente da parte di una cellula terroristica che li ha uccisi per evitare fughe di notizie riguardo all'attentato, ma sono state delle azioni svolte a fugare definitivamente i sospetti che i due morti avevano avuto riguardo ai commerci dell'organizzazione dopo l'ingresso in essa del nuovo membro, (il trafficante d'armi). Alla fine Charlie stesso invia in Pakistan la restante parte della ricerca del suo amico, consegnandosi poi all'FBI.